# Briande
Die Briande ist ein Fluss in Frankreich, der im Département Vienne in der Region Nouvelle-Aquitaine verläuft. Sie entspringt im Gemeindegebiet von Saires, entwässert generell in nordwestlicher Richtung und mündet nach rund 28 Kilometern im Gemeindegebiet von Saint-Laon, beim Weiler Chantebrault, als rechter Nebenfluss in die Dive. Auf den letzten etwa 2,5 Kilometern verläuft die Briande in geringem Abstand parallel zur Dive.

## Orte am Fluss
(Reihenfolge in Fließrichtung)
- Le Moulin-Renault, Gemeinde Saires
- Saint Vincent, Gemeinde Monts-sur-Guesnes
- Guesnes
- Angliers